# (33190) Sigrest
1998 FV43 (asteroide 33190) é um asteroide da cintura principal. Possui uma excentricidade de 0.05043710 e uma inclinação de 9.64851º.
Este asteroide foi descoberto no dia 20 de março de 1998 por LINEAR em Socorro.